# Astyanax turmalinensis

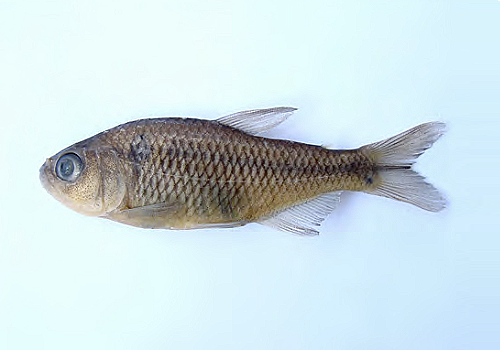
Especimen de lAstyanax turmalinensis.

Astyanax turmalinensis és una espècie de peix de la família dels caràcids i de l'ordre dels caraciformes.

## Hàbitat
Viu a àrees de clima tropical.

## Distribució geogràfica
Es troba a Sud-amèrica: conca del riu Jequitinhonha (Minas Gerais, Brasil).